# 陽なたのアオシグレ
『陽なたのアオシグレ』（ひなたのアオシグレ）は、スタジオコロリド制作による短編アニメーション映画。第17回文化庁メディア芸術祭アニメーション部門審査委員会推薦作品。

## 概要
『フミコの告白』を自主制作した石田祐康監督の初監督劇場作品。2013年10月13日、なかむらたかし監督の短編『寫眞館』との同時上映でシネ・リーブル池袋にて1日限定で公開された。また、2015年6月5日公開の『台風のノルダ』とも同時公開されている。
作品の舞台は日野市で、日野駅や中央線快速塗装のE233系電車が登場する。

## ストーリー
小学4年生の陽向は、同級生の女子・時雨に好意を抱いていた。学校で小鳥の飼育当番をしている時雨を思う陽向は、鳥の絵を何枚も描き、二人きりになる妄想も思い浮かべるが、思いを伝えることができなかった。そんな折、時雨の転校が決まる。時雨が学校を去る日も遠巻きに見ていた陽向だったが、雨の中、時雨が乗ったタクシーを校門から追いかける。陽向は駅のホームで時雨に追いつき、「元気でね」と声をかける。

## 登場人物
陽向
声 - 伊波杏樹
時雨
声 - 早見沙織
なつこ
声 - 古木のぞみ
もえ
声 - 佐藤あずさ
先生
声 - 栃崎貴行
インコ
声 - 中村桜
生徒たち
声 - 桑原由気
声 - 高野麻里佳
声 - 小橋のぞみ
声 - 中山涼子

## スタッフ
- 監督・脚本 - 石田祐康
- キャラクターデザイン・作画監督・原案協力 - 新井陽次郎
- 原画・動画・作画管理 - 間崎渓
- 色彩設計・色指定検査 - のぼりはるこ（緋和）
- 音楽 - 市川淳
- 音響監督・音響プロデュース - 岩浪美和
- 音響効果 - 小山恭正
- サウンドミキサー - 山口貴之
- 主題歌 - 「不思議」スピッツ